# إدواردو هورتادو
إدواردو هورتادو هو لاعب كرة قدم إكوادوري، ولد في 2 ديسمبر 1969 في إسمرالداس في الإكوادور. شارك مع منتخب الإكوادور لكرة القدم. أما مع النوادي، فقد لعب مع أرجنتينوس جونيورز وإل. دي. يو. كيتو وبرشلونة جواياكويل وديبورتيفو بيريرا وكولو-كولو ولوس أنجلوس غلاكسي ونادي إيميلك ونادي ديبورتيفو إل ناسيونال ونادي سانت غالن ونادي هيبرنيان ونيو إنجلاند ريفولوشن ونيويورك ريد بولز.

## وصلات خارجية
- إدواردو هورتادو على موقع الاتحاد الدولي (مؤرشف)  (الإنجليزية)
- إدواردو هورتادو على موقع الدوري الأمريكي (الإنجليزية)
- إدواردو هورتادو على موقع قاعدة بيانات كرة القدم.إي يو (الإنجليزية)
- إدواردو هورتادو على موقع ناشيونال فوتبول تيمز (الإنجليزية)